# 35e corps d'armée (Allemagne)
Pour les articles homonymes, voir 35e corps d'armée.
Le 35e corps d'armée (en allemand : XXXV. Armeekorps) est un corps d'armée de l'armée de terre allemande, la Heer, au sein de la Wehrmacht pendant la Seconde Guerre mondiale.

## Hiérarchie des unités
| Nom          | Nbre d'hommes       | Unités subalternes                | Grade de commandement                 |
| ------------ | ------------------- | --------------------------------- | ------------------------------------- |
| Heeresgruppe | + 300 000           | 2 à + Armeen (Armées)             | Generaloberst ou Generalfeldmarschall |
| Armee        | + 100 000 - 300 000 | 2 à + Armeekorps (Corps d'armées) | General ou Generaloberst              |
| Armeekorps   | + 30 000 - 80 000   | 2 à + Divisionen (Division)       | Generalleutnant ou General            |
| Division     | + 10 000 – 20 000   | 2 à 6 Brigaden (Brigade)          | Generalmajor ou Generalleutnant       |
| Brigade      | + 3 000 – 5 000     | jusqu'à 3 Regimentern (Régiment)  | Oberst ou Generalmajor                |

## Historique
Le XXXV. Armeekorps est formé le 20 janvier 1942 sur le Front de l'Est à partir du Höheres Kommando z.b.V. XXXV.
Il combat sur le front de l'Est, secteur Centre jusqu'à sa destruction le 5 juillet 1944. Les survivants sont intégrés dans le XIII. SS-Armeekorps de la Waffen-SS.

## Organisation

### Commandants successifs
| Date                              | Grade                  | Commandant                      |
| --------------------------------- | ---------------------- | ------------------------------- |
| 20 janvier 1942 - 19 juillet 1942 | General der Artillerie | Rudolf Kämpfe                   |
| 19 juillet 1942 - 13 août 1942    | Generalleutnant        | Edgar Theissen                  |
| 13 août 1942 - 31 octobre 1942    | General der Artillerie | Rudolf Kämpfe                   |
| 1er novembre 1942 - 5 août 1943   | Generaloberst          | Dr. Lothar Rendulic             |
| 5 août 1943 - Janvier 1944        | General der Infanterie | Friedrich Wiese                 |
| Janvier 1944 - Février 1944       | General der Infanterie | Horst Großmann                  |
| Février 1944 - 25 juin 1944       | General der Infanterie | Friedrich Wiese                 |
| 25 juin 1944 - 5 juillet 1944     | Generalleutnant        | Kurt-Jürgen Freiherr von Lützow |

### Chef des Generalstabes
| Date                              | Grade               | Commandant               |
| --------------------------------- | ------------------- | ------------------------ |
| 20 janvier 1942 - Avril 1942      | Oberstleutnant i.G. | Walter Boehm             |
| 15 avril 1942 - 29 janvier 1943   | Generalmajor i.G.   | Friedrich-Wilhelm Prüter |
| Fin janvier 1943 - Septembre 1943 | Oberst i.G.         | Helmut Sraedke           |
| 10 septembre 1943 - 10 juin 1944  | Oberst i.G.         | Kurt Gundelach           |

### 1. Generalstabsoffizier (Ia)
| Date                         | Grade               | Commandant       |
| ---------------------------- | ------------------- | ---------------- |
| Janvier 1942 - Juillet 1942  | Major i.G.          | Joachim Schumann |
| Juillet 1942 - Novembre 1942 | Oberstleutnant i.G. | Günter Wentrup   |
| Novembre 1942 - Juillet 1943 | Major i.G.          | Richard Euler    |
| Août 1943 - Décembre 1943    | Oberstleutnant i.G. | Kurt Schuster    |
| Avril 1944 - 10 juin 1944    | Major i.G.          | Werner Moll      |

## Théâtres d'opérations
- Front de l'Est, secteur Centre : Janvier 1942 - Juillet 1944

## Ordre de batailles

### Rattachement d'Armées
| Date        | Armée          | Groupe d'Armées    |
| ----------- | -------------- | ------------------ |
| 1942        |                |                    |
| 20 janvier  | 2. Panzerarmee | Heeresgruppe Mitte |
| 1943        |                |                    |
| 1er janvier | 2. Panzerarmee | Heeresgruppe Mitte |
| Septembre   | 9. Armee       | Heeresgruppe Mitte |
| Octobre     | 2. Armee       | Heeresgruppe Mitte |
| Décembre    | 9. Armee       | Heeresgruppe Mitte |
| 1944        |                |                    |
| Janvier     | 9. Armee       | Heeresgruppe Mitte |

### Unités subordonnées

#### Unités organiques
- Arko 136
- Korps-Nachrichten-Abteilung 435
- Korps-Nachschubtruppen 435
- Panzer-Spähwagen-Kompanie 435

#### Unités rattachées
2 avril 1942
- 29. Infanterie-Division
- 262. Infanterie-Division
- 293. Infanterie-Division

2 juin 1942
- 262. Infanterie-Division
- 293. Infanterie-Division
- 4. Panzer-Division

2 octobre 1942
- 262. Infanterie-Division
- 17. Panzer-Division
- 4. Panzer-Division
- 56. Infanterie-Division

2 décembre 1942
- 262. Infanterie-Division
- 4. Panzer-Division
- 56. Infanterie-Division

22 décembre 1942
- 262. Infanterie-Division
- 56. Infanterie-Division
- 4. Panzer-Division
- 26. Infanterie-Division

7 juillet 1943
- 299. Infanterie-Division
- 56. Infanterie-Division
- 262. Infanterie-Division
- 34. Infanterie-Division

18 août 1943
- 216. Infanterie-Division
- 292. Infanterie-Division
- 102. Infanterie-Division
- 72. Infanterie-Division
- 383. Infanterie-Division
- 258. Infanterie-Division
- 4. Panzer-Division
- 6. Infanterie-Division
- 31. Infanterie-Division

21 novembre 1943
- 134. Infanterie-Division
- 299. Infanterie-Division
- 36. Infanterie-Division
- 31. Infanterie-Division
- 6. Infanterie-Division

10 décembre 1943
- 299. Infanterie-Division
- 31. Infanterie-Division
- 707. Infanterie-Division
- 134. Infanterie-Division
- 36. Infanterie-Division
- SS-Brigade Wiedemann

26 décembre 1943
- 383. Infanterie-Division
- 707. Infanterie-Division
- 36. Infanterie-Division
- 299. Infanterie-Division
- 45. Infanterie-Division

24 janvier 1944
- 383. Infanterie-Division
- 45. Infanterie-Division
- 6. Infanterie-Division

19 février 1944
- 383. Infanterie-Division
- 45. Infanterie-Division

25 mars 1944
- 6. Infanterie-Division
- 383. Infanterie-Division
- 45. Infanterie-Division

18 avril 1944
- 134. Infanterie-Division
- 20. Panzer-Division
- 296. Infanterie-Division
- 6. Infanterie-Division
- 383. Infanterie-Division
- 45. Infanterie-Division

15 mai 1944
- 134. Infanterie-Division
- 296. Infanterie-Division
- 707. Infanterie-Division
- 6. Infanterie-Division
- 383. Infanterie-Division
- 45. Infanterie-Division

23 juin 1944
- 134. Infanterie-Division
- 296. Infanterie-Division
- 6. Infanterie-Division
- 383. Infanterie-Division
- 45. Infanterie-Division

## Sources
- XXXV. Armeekorps sur Lexikon-der-wehrmacht.de